# Slimme stad

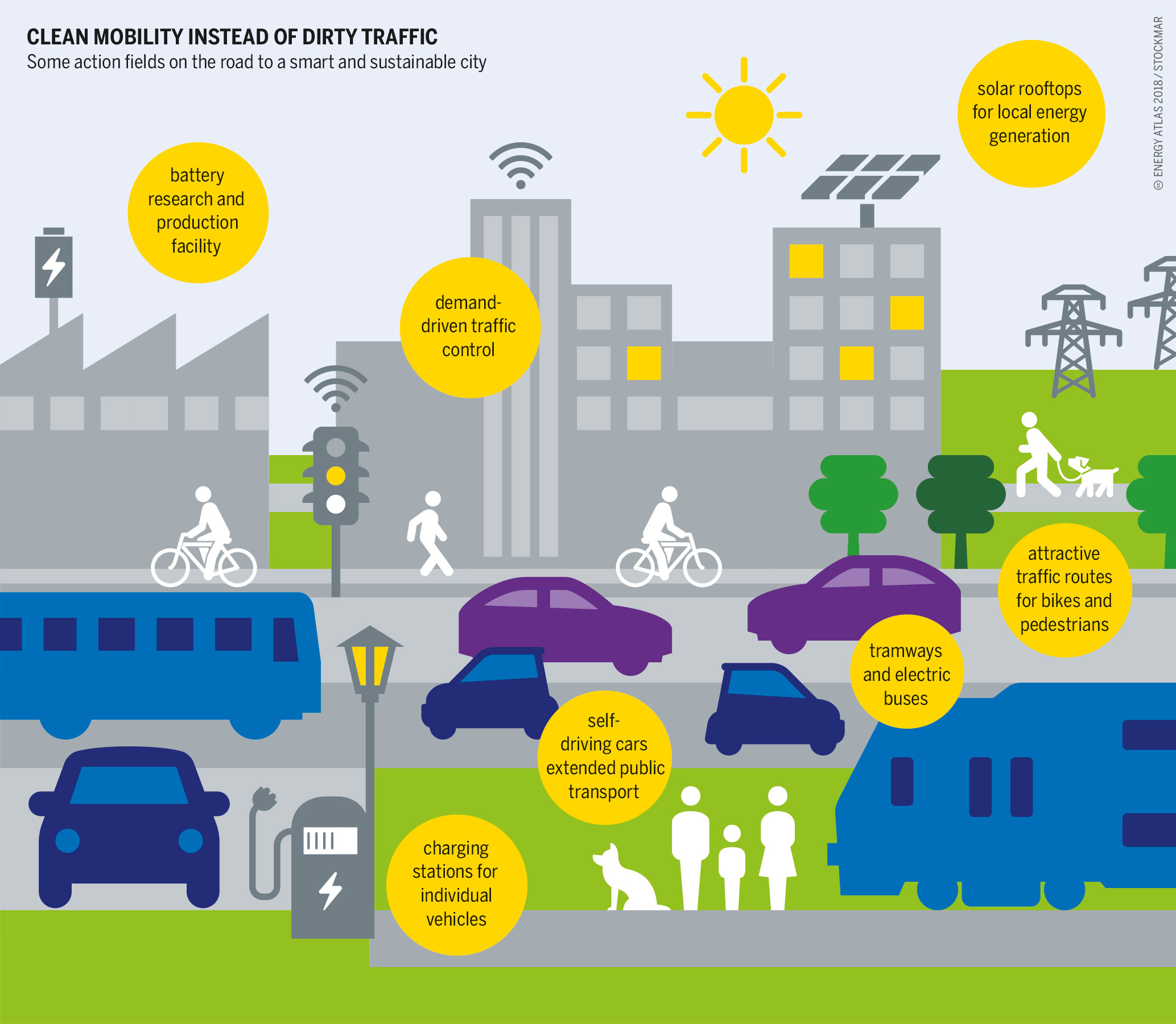
Mogelijk scenario van slimme en duurzame mobiliteit

Een slimme stad (smart city) is een stad waarbij informatietechnologie en het internet der dingen gebruikt worden om de stad te beheren en te besturen. Hierbij gaat het zowel om de administratie als om de voorzieningen zoals bibliotheken, ziekenhuizen, het transportsysteem en de nutsvoorzieningen. Het doel van een slimme stad is de levenskwaliteit te verhogen door de stad efficiënter te organiseren en de afstand tussen de inwoners en het bestuur te verkleinen. Alle onderdelen van de stad zijn verbonden via een netwerk van sensoren, internet en hoogstaande technologische apparaten met als motor het internet der dingen. Dit maakt niet alleen een beter bestuur mogelijk, maar laat het bestuur ook toe om de inwoners in de gaten te houden, wat meteen de keerzijde is van de smart city.

## Ontstaan
Het concept is ontstaan door de technologieindustrie.

## Utopie en dystopie tegelijk
Een slimme stad heeft talloze voordelen maar er zijn ook nadelen aan verbonden. Een stad waarin alles verbonden is met elkaar klinkt goed. Maar is het wel ethisch verantwoord om de macht te leggen bij een aantal technologische bedrijven? Dit is een vraag die veel voorkomt in de media. Een slimme stad is goed voor de economie en kan het leven vergemakkelijken maar het is ook een utopie en kan omslaan in een dystopie. Dit komt doordat de mensen het gevoel zullen krijgen dat ze in een bigbrothermaatschappij leven. Over deze kwestie zijn verschillende meningen.

## Voorbeelden

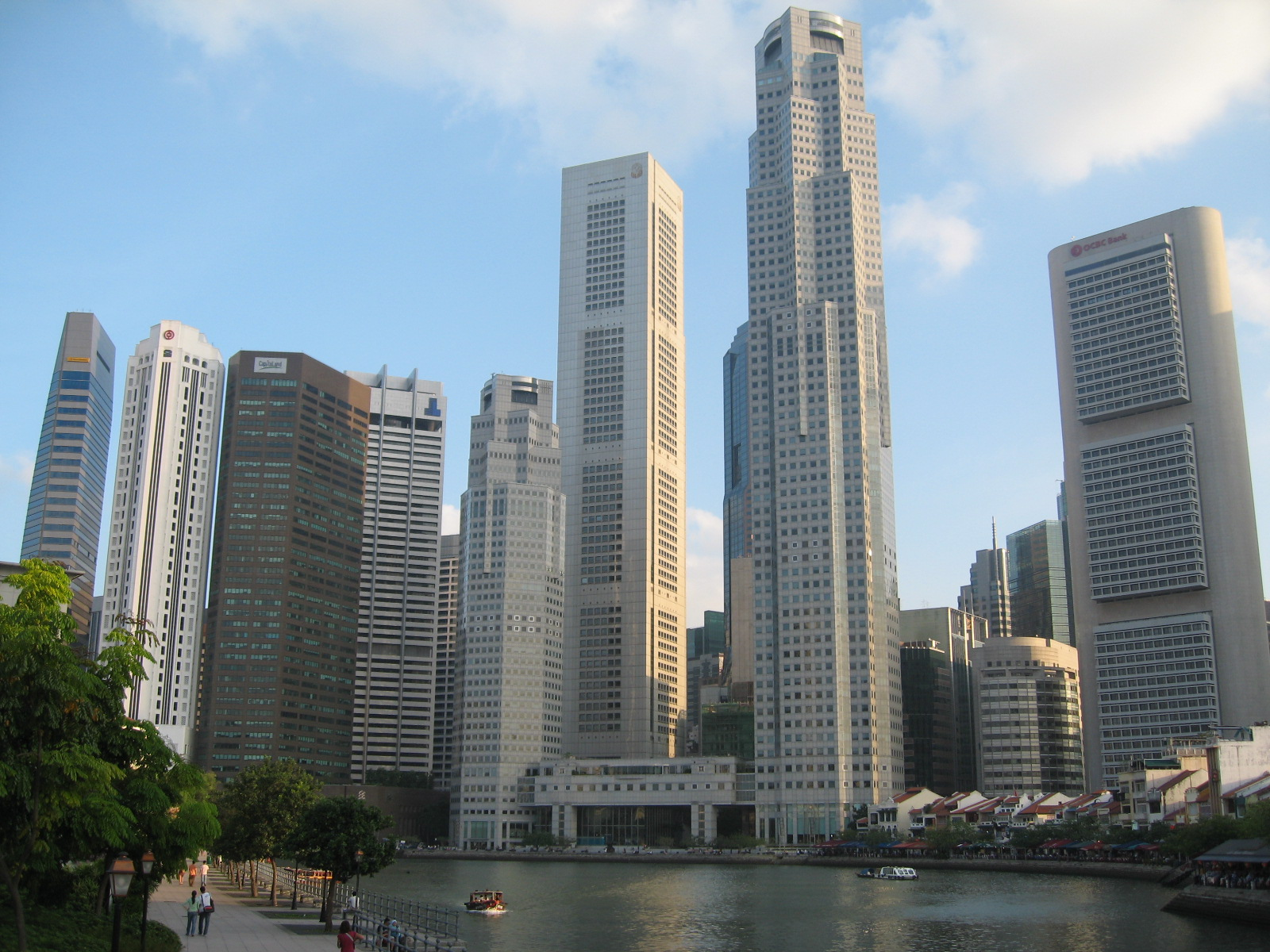
Singapore

Het bekendste voorbeeld op wereldschaal is Singapore, dat de eerste smart nation van de wereld wil worden. Hoge verwachtingen en talloze investeringen moeten een nieuwe stadstaat creëren waarin alles met elkaar verbonden is. Ook Amsterdam, Bristol en Barcelona zijn volop bezig met het creëren van een slimme stad. Hierbij vragen ze de hulp van hun inwoners om problemen te melden of om mee te denken over technologische snufjes die gemakkelijk dingen kunnen voorkomen of misschien zelf oplossen. Een ander voorbeeld is de nog te bouwen duurzame stad Masdar in Abu Dhabi.